# Calopadia
Calopadia is een geslacht van korstmossen behorend tot de familie Byssolomataceae. De typesoort is Calopadia fusca.

## Soorten
Volgens Index Fungorum bevat het geslacht 28 soorten (peildatum december 2021):
| Soortnaam                 | Auteur(s)                 | Publicatiejaar |
| ------------------------- | ------------------------- | -------------- |
| Calopadia aurantiaca      | Lücking                   | 2008           |
| Calopadia bonitensis      | M. Cáceres & Lücking      | 2007           |
| Calopadia chacoensis      | (Malme) Kalb & Vězda      | 1987           |
| Calopadia cinereopruinosa | Bungartz & Lücking        | 2011           |
| Calopadia editiae         | Vězda ex Chaves & Lücking | 2011           |
| Calopadia erythrocephala  | Farkas, Elix & Flakus     | 2012           |
| Calopadia floridana       | Hodges & Lücking          | 2011           |
| Calopadia foliicola       | (Fée) Vězda               | 1986           |
| Calopadia fusca           | (Müll. Arg.) Vězda        | 1986           |
| Calopadia granulosa       | Aptroot & M. Cáceres      | 2014           |
| Calopadia imshaugii       | Common & Lücking          | 2011           |
| Calopadia isidiosa        | Kalb & Vězda              | 1987           |
| Calopadia lecanorella     | (Nyl.) Kalb & Vězda       | 1987           |
| Calopadia lucida          | Lücking & R. Sant.        | 2001           |
| Calopadia nymanii         | (R. Sant.) Vězda          | 1986           |
| Calopadia pauciseptata    | Lücking                   | 1998           |
| Calopadia perpallida      | (Nyl.) Vězda              | 1986           |
| Calopadia phyllogena      | (Müll. Arg.) Vězda        | 1986           |
| Calopadia psoromoides     | Kalb & Vězda              | 1987           |
| Calopadia puiggarii       | (Müll. Arg.) Vězda        | 1986           |
| Calopadia ruiliensis      | H.X. Wu                   | 2021           |
| Calopadia saxicola        | Gumboski                  | 2015           |
| Calopadia schaeferi       | Vězda                     | 2004           |
| Calopadia schomerae       | Seavey & J. Seavey        | 2011           |
| Calopadia subcoerulescens | (Zahlbr.) Vězda           | 1988           |
| Calopadia subfusca        | Kalb & Vězda              | 1987           |
| Calopadia turbinata       | (Tuck.) Sérus. & Lücking  | 2005           |
| Calopadia vermiculifera   | (Vain.) Sérus.            | 1997           |